# Casearia phanerophlebia
Casearia phanerophlebia är en videväxtart som beskrevs av Merrill. Casearia phanerophlebia ingår i släktet Casearia och familjen videväxter. Inga underarter finns listade i Catalogue of Life.